# Сражение при Беннингтоне
Сражение при Беннингтоне (англ. Battle of Bennington) — одно из сражений Саратогской кампании американской войны за независимость, которое произошло 16 августа 1777 года в 16 километрах западнее селения Беннингтон. Отряд ополченцев Нью-Гэмпшира и Массачусетса под командованием Джона Старка разбил и почти уничтожил немецкий отряд Фридриха Баума и подошедший к нему на помощь отряд полковника Хайнриха Брейманна.
Баум командовал отрядом в 760 человек, который был отправлен генералом Джоном Бергойном в рейд на Беннингтон, чтобы захватить там лошадей, продовольствие, привлечь в британскую армию американских лоялистов и создать видимость наступления на Бостон. Бергойн полагал, что в Беннингтоне стоят незначительные силы противника, но Джону Старку удалось собрать почти 1500 ополченцев, которые окружили отряд Баума и разбили его, захватив множество пленных. Сам Баум погиб в этом сражении. Вскоре подошли британские подкрепления под командованием Брейманна, и сражение возобновилось, но и Брейманн тоже был разбит и начал отступать.
Сражение при Беннингтоне стало крупным стратегическим успехом американцев и считается одним из поворотных моментов Американской войны за независимость. Армия Бергойна потеряла почти 1000 человек. Джон Старк лишил его провизии, в которой Бергойн остро нуждался, и заставил индейцев покинуть британскую армию, и всё это в итоге привело к разгрому Бергойна в сражении при Саратоге.

## Предыстория
30 июля 1777 года британская армия генерала Джона Бергойна, наступавшая на Олбани, вышла к реке Гудзон у форта Эдвард. Отсюда оставалось 50 миль до Олбани, но Бергойну не хватало повозок и тягловых животных, поэтому он сделал остановку, чтобы собрать продовольствие. Бергойн задумал провести рейд на Манчестер, который генерал Ридзель предлагал ещё за две недели до этого: Ридзель тогда остро нуждался в лошадях для своих драгун. Так как немецкие подразделения Бергойна ещё не участвовали активно в боевых действиях, то было решено использовать именно их, поручив командование подполковнику Фридриху Бауму. Отряд Баума насчитывал 762 человека, набранных из разных подразделений. Это были немцы, британцы, американцы-лоялисты, канадцы и индейские союзники. При отряде было два 3-фунтовых орудия. В этот отряд было включено некоторое количество снайперов Фрезера и некоторые другие британские военные в основном в качестве переводчиков. К отряду присоединился и лоялист Филип Скин, который хорошо знал местность.
Баум был странным выбором для такой сложной миссии. Он совсем не знал английского языка и был вынужден полагаться на переводчиков при переговорах с американцами. Он участвовал в Семилетней войне, но не имел опыта независимого командования и никогда не воевал в Новом Свете. У Бергойна было для этой миссии более подходящее подразделение: корпус Фрезера. Сам Фрезер был возмущён тем, что такое ответственное задание поручили немцам. Он считал, что немцы совершенно беспомощны при боевых действиях в лесах.
Бергойн подробно объяснил Бауму его задание: найти коней для драгун Ридзеля, раздобыть рогатый скот, тягловый скот и повозки. Бауму было велено действовать осторожно и опасаться засад. Скин должен был помочь ему различать своих и чужих. Кроме того, Баум должен был создать впечатление, что его отряд лишь авангард британской армии, которая наступает на Бостон. Бергойн допускал, что Бауму могут встретиться крупные силы противника (хотя это казалось маловероятным), и в этом случае Баум должен был сам решить, атаковать их или нет. В опасной ситуации он должен был занять оборонительную позицию и запросить помощи у основной армии. Пока Баум будет в рейде, Бергойн собирался наступать на Олбани остальными силами. Когда генерал Ридзель узнал об этих планах, он заявил Бергойну, что это слишком сложная операция и он ранее имел в виду немного иное. Бергойн ответил, что армии нужна провизия на следующие четыре недели и надо отвлечь американцев, которые угрожают армии Барри Сен-Леджера у форта Стенуикс. Ридзель возразил, что рейд кажется ему слишком опасным, но Бергойн остался при своём мнении.
Отряд Баума имел следующий состав:
- Драгуны принца Людвига под ком. майора Мэйборна
- Гренадерский батальон лейтенанта Бёргхофа
- Лёгкий батальон капитана Томаса
- Подразделение линейной пехоты энсина Андреа
- Гессен-ханауская артиллерия (два 3-фунтовых орудия) лейтенанта Баха
- Королевские рейнджеры подполковника Питерса
- Корпус снайперов
- Лоялисты, канадцы, индейцы

Утром 11 августа отряд Баума начал строиться для марша у форта Миллер, и в это время появился генерал Бергойн и сообщил, что планы меняются и вместо рейда на Манчестер Баум должен идти на Беннингтон, где, по данным разведки, замечены большие количества скота, лошадей и быков. В полдень Баум начал марш на юг, перешёл Баттен-Килл-Крик и встал лагерем на южной стороне этой реки, попав ночью под сильную бурю с ливнем. Утром 12 августа Баум снова начал марш, прошёл около мили, но узнал, что впереди обнаружены крупные силы противника, и вернулся в лагерь. Слухи о появлении противника оказались ложными, поэтому отряд Баума провёл в лагере ещё ночь и выступил в 5 утра 13 августа.

### Подготовка американцев

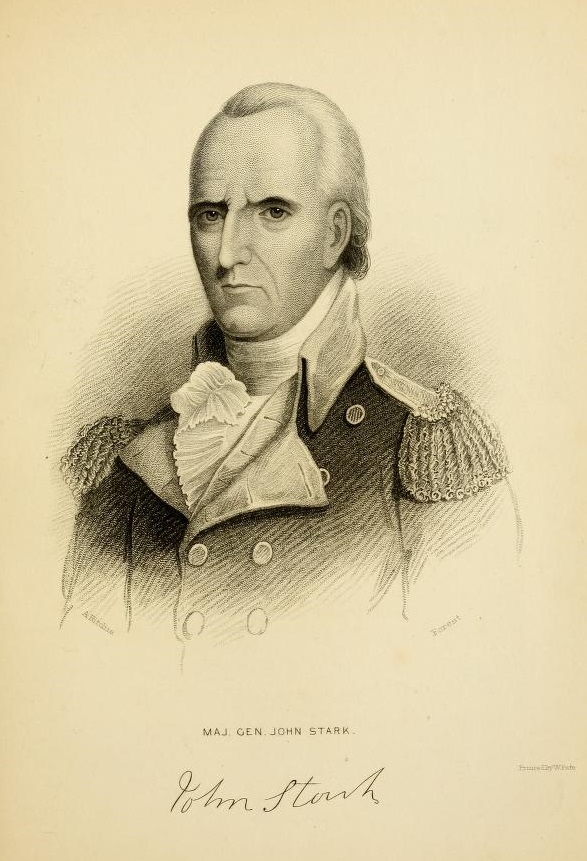
Генерал Джон Старк

В это время правительства Вермонта, Массачусетса и Нью-Гэмпшира пыталось собрать силы для защиты своей территории. Ополченцы Сета Уорнера, разбитые под Хаббардтоном, отступили к Манчестеру, который находился в 26 милях от Беннингтона, и оттуда тревожили противника. 15 июля Вермонтский Комитет Спасения запросил помощи у Массачусетса и Нью-Гэмпшира, и в ответ на это Нью-Гэмпшир обещал сформировать три батальона под командованием генерала Джона Старка. Уже через неделю было собрано почти 10 % нью-гэпмширского ополчения. Эти люди охотно шли воевать под командованием Старка, хотя ранее игнорировали призывы Скайлера и Сент-Клера. Старк собрал свой отряд в Чарлстоне, а некоторых своих людей отправил в Манчестер на усиление Уорнера. Когда ему предложили присоединиться к армии Скайлера, Старк отказался, заявив, что не хочет служить под командованием офицеров Континентальной армии. Он был готов оборонять свой штат и заодно нападать на фланг армии Бергойна, и для этих целей договорился соединиться с отрядом Уорнера в городке Беннингтон в 35 милях от Форта Эдвард. Эта встреча произошла за три дня перед тем как Баум выступил из Форта Эдвард на Беннингтон.
Историк Герберт Фостер писал, что если бы Баум задержался на два-три дня, то весьма вероятно, что Старк ушёл бы на соединение с армией Скайлера и рейд Баума увенчался бы успехом. Если бы Баум выступил в поход двумя днями ранее, он застал бы ополченцев полностью неготовыми к сопротивлению, и рейд тоже оказался бы успешен. Сент-Леджер при этом не ушёл бы от форта Стенуикс, и события пошли бы именно по тому сценарию, который предполагал Бергойн. Судьба всего континента, писал Фостер, зависела от воли случая.
Когда Старк узнал о приближении отряда Баума, он поручил полковнику Уильяму Греггу взять примерно 200 нью-гэмпширских ополченцев, попытаться остановить наступление Баума и добыть какую-нибудь информацию о противнике.

### 13—15 августа
Несмотря на задержку в начале рейда, отряд Баума 13 августа прошёл 20 миль за день до городка Кэмбриджа в штате Нью-Йорк. Время от времени по отряду стреляли местные жители, но не нанесли ощутимого ущерба. Люди же Баума конфисковали 15 лошадей, собрали некоторое количество скота и захватили несколько пленных. Уже вечером, когда отряд встал лагерем на ночёвку, пришли известия о разгроме американцев в сражении при Орискани. В Кембридже Баум впервые узнал от лоялистов и пленных, что его противник собирает ополчение в Беннингтоне, до которого оставалось пройти 12 миль. По его данным, там собралось почти 1800 человек, гораздо больше, чем он предполагал встретить. Скин уверил Баума, что в регионе гораздо больше лоялистов, и Баум решил продолжать наступление.
14 августа отряд Баума продолжил движение, и в этот день ему встретилось много местных лоялистов. Скин сомневался в их благонадёжности, но никто не запрещал им появляться около отряда. В семи милях от Беннингтона у реки Санкоик Баум встретил отряд полковника Грегга: нью-гэмпширцы открыли огонь, ранили одного индейца, разрушили мост и отступили. Баум узнал, что в Беннингтоне действительно собралось около 1800 человек, но есть вероятность, что они не вступят в бой и уйдут. Баум начал преследование отряда Грегга. Его отряд проследовал вдоль реки Хусик до Санкойка, где повернул на восток, двигаясь вдоль реки Валумсак и дошёл до местечка Хусик, которое находилось в 4 милях западнее Беннингтона. Здесь Баум с изумлением обнаружил, что вся бригада Старка пришла из Беннингтона на помощь отряду Грегга. Ополченцы не разбегались при приближении британского отряда, а были готовы сражаться, чего Баум совсем не ожидал.

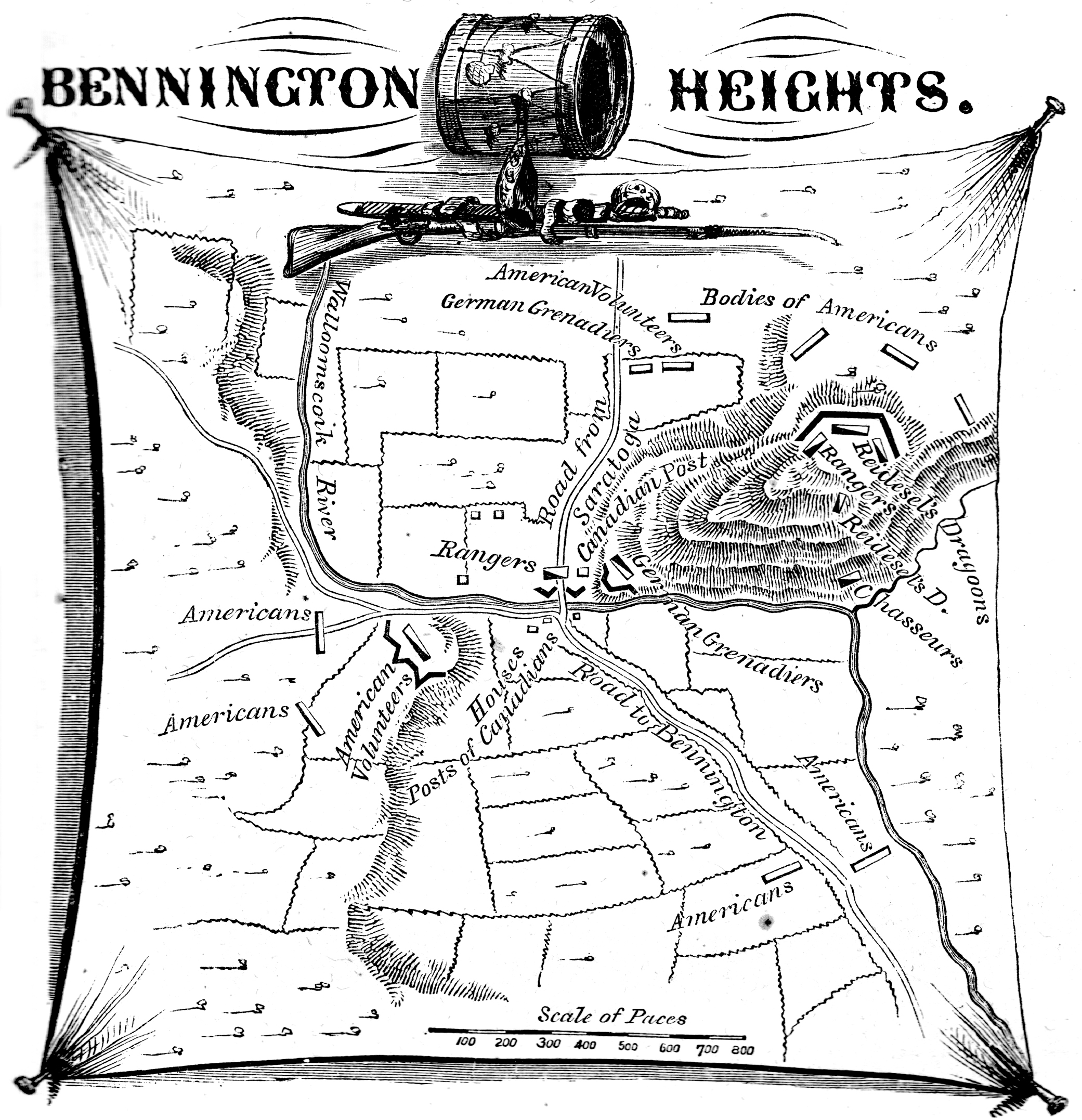
Карта сражения при Беннингтоне

Баум решил не атаковать превосходящие силы противника, а занять оборонительную позицию. Он выбрал высоту к западу от реки и разместил там драгун и снайперов Фрезера. У основания высоты он приказал построить редут для прикрытия моста через реку Валумсак. Отряды лоялистов и канадцев он разместил справа и слева от моста. В итоге весь его отряд оказался на отдельных разбросанных позициях, которые противник мог атаковать по отдельности. Одновременно Баум послал гонца к Бергойну, запрашивая подкреплений. Перестрелки с американцами начались уже при размещении войск на позиции. Один из вождей племени мохоков был застрелен прямо на мосту. Американцы рассыпались по лесу и вели огонь из-за деревьев. Баум, со своей стороны, не предпринял простейших мер предосторожности: к ночи он не организовал охранения, из-за чего за ночь было застрелено 30 человек, в том числе два индейских вождя. Эти потери произвели тяжёлое впечатление на индейцев, который готовы были оставить союзников и уйти в Канаду. Даже офицеры отряда Баума понимали, что их командир не может правильно управлять войсками в сложившейся ситуации.
Бергойн получил донесение от Баума 15 августа в 05:00. Он понял, что произошло именно то, чего он более всего опасался: Баум столкнулся с превосходящими силами противника вдалеке от основной армии. Он велел Ридзелю немедленно направить Бауму усиления, чтобы тот мог возобновить атаку или хотя бы безопасно отступить. Он подчеркнул, что важно не дать индейцам повод для разочарования и сохранить весь захваченный скот и повозки. Возглавить вторую колонну было поручено подполковнику Хайнриху Брейманну. В 09:00 Брейманн выступил с батальоном гренадеров и батальоном егерей (всего 650 человек) и двумя 6-фунтовыми орудиями. Ему предстояло пройти 24 мили для соединения с Баумом. Саймон Фрезер снова протестовал против использования немецких частей, но его мнение не было услышано.

## Сражение
Весь день 15 августа Старк, Уорнер и остальные американские офицеры размышляли над планом сражения, а между тем к ним прибыли подкрепления: часть вермонтцев Уорнера и массачусетское ополчение. Старк решил разделить все свои силы на три колонны, что было опасно, но могло гарантировать полную победу. Отряд в 250 человек под командованием подполковника Николса должен был обойти позиции противника с севера и атаковать редут на высоте с левого фланга. Отряд в 300 человек полковника Херрика должен был перейти реку и атаковать редут с правого фланга. Отряд полковников Хобарта и Стикни должен был атаковать противника около моста. Сам Старк собирался атаковать центр. Он обратился к своим войскам с речью:

Люди, вон там гессенцы. Их купили по 7 фунтов и 10 пенсов за каждого. Вы сто́ите больше? Докажите! Или к ночи американский флаг будет развиваться над этим холмом, или Молли Старк уснёт вдовой!
Оригинальный текст (англ.)– Yonder are the Hessians. They were bought for seven pounds and tenpence a man. Are you worth more? Prove it. Tonight the American flag floats from yonder hill or Molly Stark sleeps a widow!. 

В полдень 16 августа американские ополченцы начали выходить на позиции. Уже было известно, что приближается отряд Брейманна, и теперь всё зависело от того, успеют ли американцы разбить Баума до подхода подкреплений. Сражение началось в 15:00, когда отряд Херрика открыл огонь по редуту. За ним втянулись в бой остальные отряды. Драгуны в основном редуте оказались почти в полном кольце огня. Один из участников-немцев потом вспоминал, что всякий, кто высовывался из-за бруствера, сразу получал пулю, и самые высокие солдаты погибли первыми. Когда индейцы поняли, что попадают в окружение, они бросили позиции и бежали. Но немецкие солдаты дрались упорно, понимая, что должны продержаться до подхода подкреплений. Несколько раз драгуны пытались прорвать кольцо окружения, но всякий раз неудачно. Баум лично повёл их в атаку, но получил смертельное ранение. Ополченцы вскоре ворвались на позицию и завязался рукопашный бой. «…люди гибли, как это нечасто бывает в современной войне, непосредственно от ударов своих врагов», вспоминал один из участников. Вскоре дисциплина рухнула, и защитники редута бежали, или сдались в плен. Остальные позиции отряда Баума постигла та же участь. Весь бой длился два часа.
«Наши люди сражались с величайшим воодушевлением и храбростью, какие только можно вообразить, — писал потом Старк, — будь они Александрами или Чарльзами Шведскими, они не смогли бы сражаться лучше». Но когда сражение затихло, ополченцы бросились грабить лагерь противника, порядок рухнул, подразделения смешались, и в этот момент дезорганизации на поле боя пришёл отряд Брейманна.

### Прибытие Брейманна

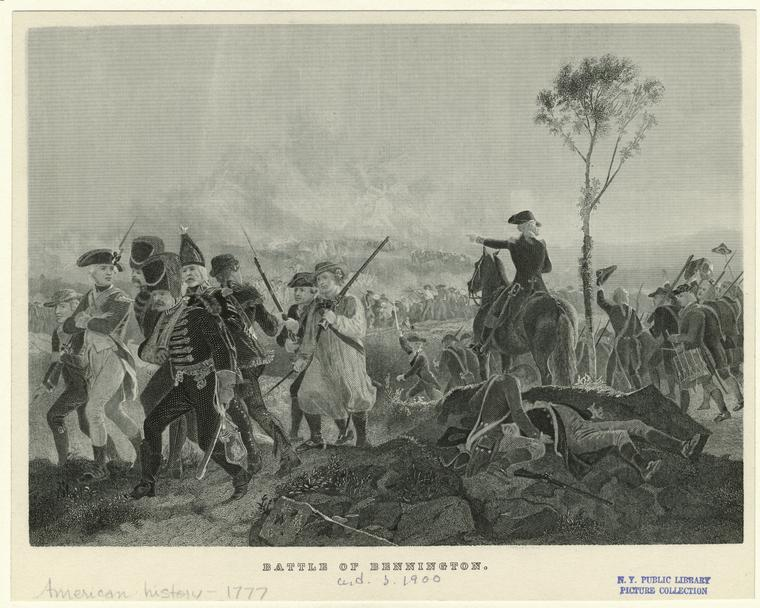
Сражение при Беннингтоне, гравюра 1900 года

Отряд Брейманна выступил на помощь Бауму ещё 15 августа в 09:00, но двигался очень медленно. Впоследствии Брейманн писал, что из-за ливней и пересеченной местности ему не удавалось пройти за час больше половины английской мили. Вечером Брейманн встал лагерем, а утром к нему прибыл Скин, который чудом избежал плена после утреннего сражения. Скин умолял Брейманна выступить на помощь Бауму, до позиции которого оставалось всего две мили. Но как только Брейманн начал марш, он столкнулся с небольшим отрядом ополченцев, которых Стар отправил, чтобы задержать противника и дать время Старку привести свои силы в порядок. Это были в основном нью-гэмпширские ополченцы полковника Стикни. Началась перестрелка, которая затянулась на три часа. Немцы Брейманна постепенно начали обходить фланг отряда Стикни, но подошли дополнительные силы нью-гэмпширцев и вермонтский отряд Уорнера. Правый фланг Брейманна попал под удар с фланга и отступил, оставив орудия, которые были тут же захвачены американцами. Брейманн пытался контратаковать и отбить орудия, но его атака сорвалась, и он сам был ранен.
Когда солнце село, у отряда Брейманна стали заканчиваться боеприпасы и он начал отходить. Отступление началось организованно, но постепенно превратилось в бегство. Немцы бросали оружие и сдавались в плен. Уцелевшие бежали в Санкоик, где им удалось восстановить порядок. Старк потом утверждал, что если бы не наступление темноты, ему удалось бы захватить в плен весь отряд противника. Отступающие вскоре встретили генерала Бергойна, который шёл им на помощь с 20-м пехотным полком. Увидев, что осталось от отрядом Баума и Брейманна, Бергойн молча повернулся и отправился назад в форт Миллер, куда прибыл рано утром 17 августа. Отряду Брейманна удалось преодолеть 24 мили всего за 12 часов.

## Последствия
В приказе по армии Бергойн заявил, что поход на Беннингтон провалился по причине превратностей войны, и теперь армии надо потратить несколько дней на уход за ранеными и больными и дождаться возвращения всех потерявшихся. Некоторые участники похода смогли добраться до британского лагеря только спустя несколько дней. Экспедиция на Беннингтоне не дала никаких результатов. Удалось доставить в лагерь некоторое количество скота, но его хватило на весьма непродолжительное время. Всего несколько лоялистов присоединились к армии. Никто не поверил в то, что Бергойн задумал наступление на Бостон. Таким образом, Бергойн понёс тяжёлые потери, не получив ничего, и теперь должен был тратить время на восстановление сил. На это у него ушло почти четыре недели.
Поиски виноватых начались почти сразу. В письма Ридзелю Бергойн обратил внимание на то, что марш отряда Брейманна был крайне медленным. Бергойн писал, что Брейманну стоило оставить позади всю артиллерию и идти вперёд налегке, и тогда успех был бы вполне вероятен. Историк Кевин Уэддл писал, что всё же маловероятно, что Бауму и Брейманну совместно удалось бы разбить Старка. Реальных виновников неудачи было много: Баум неграмотно командовал отрядом, Брейманн двигался слишком медленно, Бергойн неудачно выбрал Баума командиром, неудачно выбрал подразделения для рейда, и не прислушался к советам Фрезера и Ридзеля.
Историк Герберт Фостер писал, что сражение при Беннингтоне «несомненно» стало поворотным моментом Американской революции; необученные поселенцы без боевого опыта разбили наголову британскую регулярную армию, что до этого казалось невозможным. Психологические последствия этого сражения были даже важнее тактических: лорд Джермейн назвал это сражение фатальным для Англии, и считал эту неудачу главной причиной всех последующих проблем. Джордж Вашингтон в те дни писал, что ещё один такой удар может разрушить все планы Англии, и что ополченцы вполне могут разбить всю армию Бергойна. Джефферсон назвал сражение первым звеном в цепи успехов, которые привели к победе под Саратогой. Всю неделю колокола храмов Бостона и Филадельфии звонили, оповещая население о одержанной победе. Жена барона Ридзеля, находившаяся в британском лагере, записала в дневнике, что «это несчастное событие сразу парализовало все наши операции». Победа воодушевила население Новой Англии и множество добровольцев стали присоединяться к армии Гейтса. Они стали всё чаще совершать нападения на британские склады и коммуникации. Положение королевской армии становилось всё более сложным. Если до сражения у Бергойна было около 7000 человек против 4000 у Гейтса, то теперь у него осталось 6000, а армия Гейтса стремительно росла и к середине октября выросла до 17000 человек. Неудача задержала Бергойна на месяц, что дало время Гейтсу собраться с силами и в итоге победить Бергойна при Саратоге.

### Потери
Потери британской армии были очень серьёзными. Из 762 человек отряда Баума назад вернулись только 14 человек. Отряду Брейманна повезло больше, он потерял убитыми 20 человек, 72 ранеными и 142 пропавшими без вести (в основном пленными). Общие потери Баума и Брейманна составили 70 %. Фактически за один день Бергойн потерял 15 % своей армии и теперь у него осталось всего около 5000 пригодных для службы солдат. В то же время потери Старка были невелики: всего 30 убитыми и 40 ранеными.
22 августа Старк в своём рапорте Гейтсу сообщил, что взял в плен 700 человек и насчитал на поле боя 207 убитых солдат противника.
Помимо прямых боевых потерь войск Бергойна, были и косвенные: их покинули индейцы. Ещё ранее они были недовольны строгими требованиями Бергойна к дисциплине, но после Беннингтона, 19 августа, они собрались на совет и решили покинуть британскую армию. Никто не жалел об их уходе и не собирался уговаривать остаться. При Бергойне осталось примерно 50 человек, но впоследствии уйдут и они. К началу сентября Бергойн останется без индейских союзников. Фрезер пытался возложить функции разведки и охранения на лоялистов, но они не смогли стать адекватной заменой индейцам.

### Отчёт лорду Джермейну
20 августа 1777 года, через четыре дня поле сражения, Бергойн отправил госсекретарю лорду Джермейну два письма: одно для публикации, а второе личное. В первом он высоко оценил боевые качества гессенских солдат, и занизил свои потери, при этом написал, что американцы потеряли более чем вдвое больше людей. Бергойн выразил готовность продолжать кампанию, особенно если армия генерала Уильяма Хау ему поможет. Это был первый раз за всю кампанию, когда Бергойн признался, что рассчитывает на помощь Уильяма Хау. В целом письмо было написано в оптимистичных тонах.
В частном письме Бергойн выражался гораздо резче. Он утверждал, что сражение при Беннингтоне было катастрофой. Брейманн под Беннингтоном действовал так плохо, что этому едва ли можно найти оправдания. Немцы, по его словам, были направлены в рейд потому, что были наименее ценной частью всей армии. Сейчас боевой дух армии всё ещё высок, но шансы на успех уже не так велики, как ранее. Расчёт на прибытие лоялистов не оправдался, в то время как ополченцы моментально собираются при появлении британских военных. Если бы всё зависело только от него, писал Бергойн, то он бы отступил к форту Эдвард, где его коммуникации были в безопасности, но так как лорд Джермейн требует наступления, то он намерен наступать. Здесь Бергойн исказил истину, поскольку и Джермейн и Хау рекомендовали ему действовать исключительно по своей инициативе. Очевидно, что письмо Бергойна должно было помочь ему оправдаться в случае провала наступления на Олбани. Он винил немецких солдат в неудаче под Беннингтоном, а Карлтона и Хау в нежелании содействовать.

### Название
Герберт Фостер писал, что сражение стало называться Беннингтонским по воле случая. На праздновании годовщины сражения председатель праздника назвал его «сражением при Беннингтоне» и название закрепилось в таком виде. Было весьма вероятно, что событие назовут «сражением при Волумсауке», так же как и сражение при Орискани было названо именем ближайшей реки. Ни Старк, ни Бергойн никогда не называли сражение Беннингтонским. Старк несколько раз назвал его сражением при Волумсаке, а Бергойн несколько раз упомянул его как «affair at Saint Coicks Mill» или сражением на равнине «Saint Coicks».

### Память

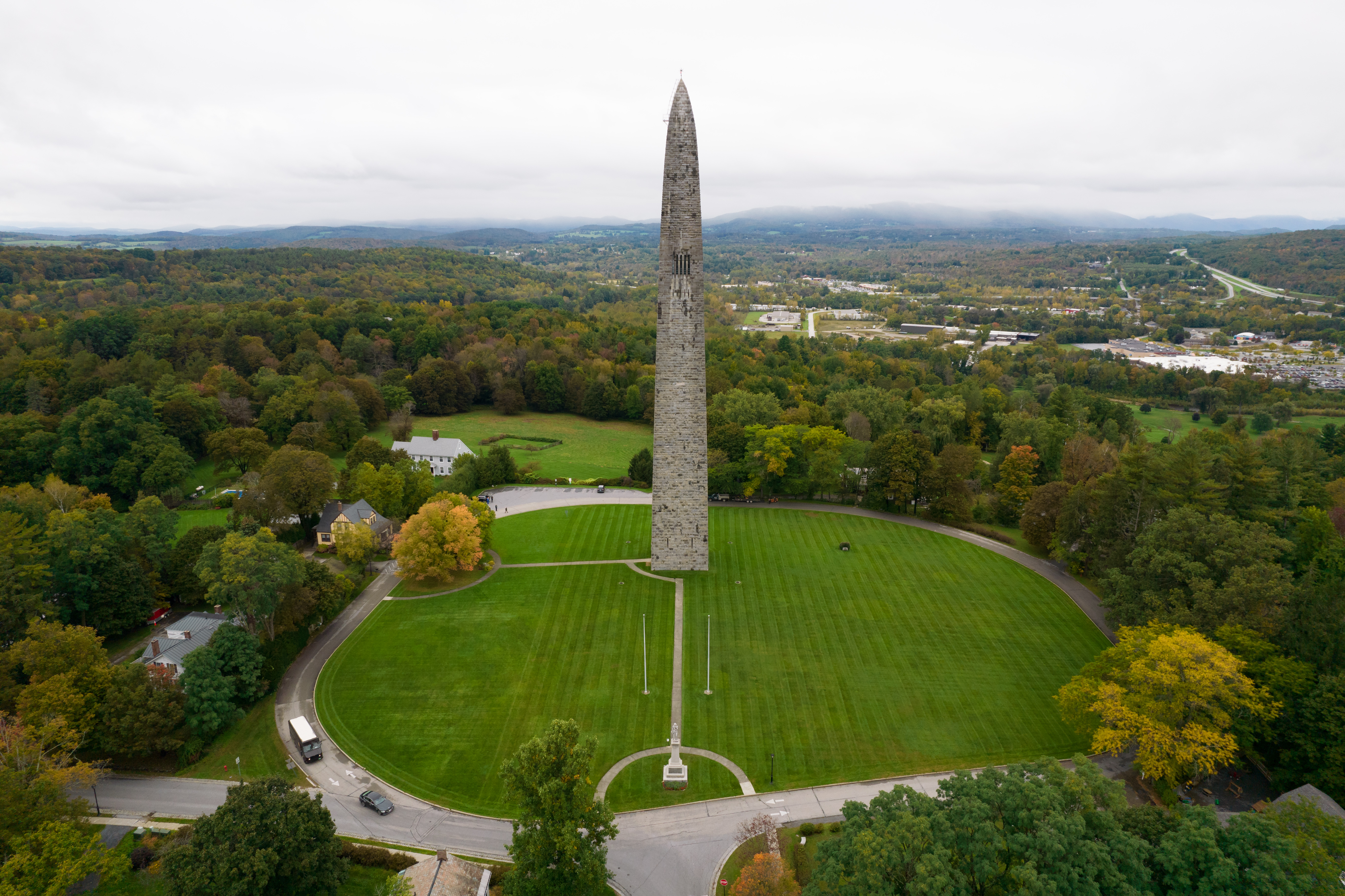
Беннингтонский монумент

16 августа ежегодно отмечается День сражения при Беннингтоне, который является официальным праздником в Вермонте.
Поле боя при Беннингтоне, известное сейчас как Bennington Battlefield State Historic Site 20 января 1961 года было объявлено Национальным историческим памятником, а 15 октября 1966 года включено в Национальный реестр исторических мест США.
В 1870-х годах беннингтонское историческое общество заказало постройку Беннингтонского монумента, который был построен в 1889 году и официально открыт 19 августа 1891 года в присутствии президента Бенжамена Харрисона. Монумент имеет высоту 93 метра и тоже числится в Национальном реестре.
В сражении при Беннингтоне в руки американцев попало бронзовое 4-фунтовое орудие, известное сейчас как «Molly Stark Cannon». Оно было отлито в Париже в 1743 году, захвачено англичанами под Квебеком в 1759 году, и находилось в армии Бергойна во время похода на Олбани. После сражения Старк передал его 9-му Нью-Гемпширскому полку ополчения. Из этого орудия ежегодно даётся три залпа в день празднования Дня независимости.
В честь сражения получил своё название авианосец USS Bennington (CV-20), заложенный в 1942 году.